# 江阴郡
江阴郡，中国南北朝时设置的郡。
南朝梁太平二年（557年）置，治所在江阴县（今江苏省江阴市）。属南徐州。辖境约当今江苏省江阴市一带。隋朝开皇九年（589年）废。 